# José Amat y Sempere
José Amat y Sempere (Elda, abril de 1826 - Sagunt, 4 de febrer de 1902) fou un polític i advocat valencià, diputat a Corts durant el sexenni i durant la restauració.

## Biografia
membre d'una família acabalada, estudià dret a la Universitat de València i en acabar la carrera treballà com a advocat i després com a notari. El 1843 va participar en la revolta contra el regent Espartero. Després es va afiliar al Partit Progressista, amb el que fou escollit alcalde d'Elda de 1854 a 1856. Fou destacable la seva intervenció durant l'epidèmia de còlera que va patir la ciutat el 1855.
El 1863 va ingressar a la Unió Liberal i fou nomenat novament alcalde d'Elda de 1863 a 1866, però en fou destituït per Narváez, qui el va bandejar. Participà activament en la revolució de 1868 i fou nomenat novament alcalde i jutge municipal d'Elda. Alhora, fou elegit diputat pel districte de Monòver a les eleccions generals espanyoles de 1871 i abril de 1872. A poc a poc abandonà el liberalisme i va ingressar al Partit Conservador, amb el que fou elegit diputat per Monòver a les eleccions generals espanyoles de 1876. Pel gener de 1878 renuncià a l'escó, però continuà com a cap comarcal del Partit Conservador, amb el que fou nomenat novament alcalde d'Elda el 1896. Després de l'assassinat de Cánovas del Castillo es retirà de la política i cedí la direcció comarcal del partit al seu nebot José Maestre Vera. Després es va establir a Sagunt, on va morir. Hi ha un carrer amb el seu nom a Elda.